# 图鲁泽勒
图鲁泽勒（法語：Tourouzelle，法語發音：[tuʁuzɛl] ⓘ）是法国奥德省的一个市镇，属于纳博讷区。

## 地理
图鲁泽勒（43°15'12"N, 2°43'18"E）面积14.19 平方千米，位于法国奧克西塔尼大區奥德省，该省份为法国南部沿海省份，北起塔恩省，西北接上加龙省，西接阿列日省，南至东比利牛斯省，东临地中海，东北与埃罗省接壤。
与图鲁泽勒接壤的市镇（或旧市镇、城区）包括：阿尔让米内尔瓦、阿济耶、卡斯泰尔诺多德、埃斯卡勒、翁普斯、拉勒多尔特、莱济尼昂科比耶尔、奥隆扎克。

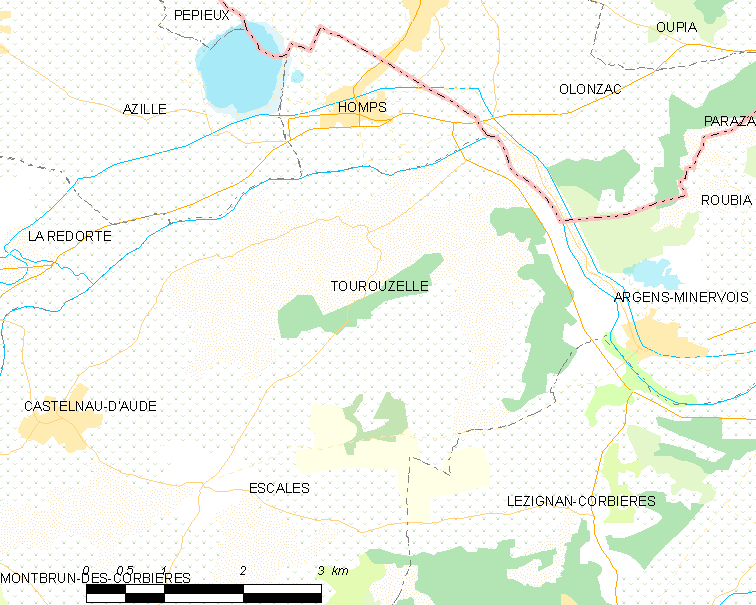
图鲁泽勒的OSM定位图

图鲁泽勒的时区为UTC+01:00、UTC+02:00（夏令时）。

## 行政
图鲁泽勒的邮政编码为11200，INSEE市镇编码为11393。

## 政治
图鲁泽勒所属的省级选区为勒莱济尼亚奈县。

## 人口

1962-2008年间图鲁泽勒人口变化图示

图鲁泽勒于2022年1月1日时的人口数量为493人。